# シェンムー
『シェンムー』（Shenmue）は、セガ・エンタープライゼス（後の株式会社セガ。以下「セガ」）が開発した日本のアクションアドベンチャーゲームシリーズである。本編の3作目まで発売している未完の作品。オープンワールドゲームの元祖とも呼ばれることもあるゲームシリーズ。ディレクターはゲーム全作を鈴木裕が担当する。
第1作目『シェンムー 第一章 横須賀』（以下 『I』と略記する場合あり）はセガが制作費70億円を投じた超大作として鳴り物入りでリリース。『I』には当時の最新技術をできるだけ投入するような体制が採られたほか異業界から最高峰の人材を多数集結させ、徹底した取材と精緻な作り込みを行った結果、ある種の映画的なシミュレーション世界にプレイヤーを没入させるような前代未聞のクオリティを実現。テレビゲームの歴史において特筆されることが多い。母体ハードのドリームキャストが生産終了を発表した後の2001年に続編の『II』が発売。高い評価を受けたがセールスは伸びずその後長期に渡りシリーズは凍結されていたが、18年の歳月を経て2019年最新作『シェンムーIII』が発売された。さらに2022年にはアニメ化が実現した。

## 概要
1999年に発売された初作『I』・第2作『II』では、その作りこまれた作品世界に裏付けられた自由度の高さから新ジャンルFREE（Full Reactive Eyes Entertainment）を自称していた。一般的なジャンルに当てはめると、フラグ立て式のアクションアドベンチャーゲーム（ただし、格闘ゲームの要素も強く含まれており、またアーケードのシューティングゲームやレースゲームが丸々一本収録されている他部分的なステルスゲーム、恋愛ゲーム、育成ゲーム要素など、やはり一括りにはできないジャンルではある）で、オープンワールドゲームの元祖とも呼ばれる場合もある。現在では珍しくないが、当時、膨大な量の物体に対して何らかのアクションを取れることは非常に画期的であった。さらに、現実に販売されている製品を多数登場させたり、全てのNPCに名前が付いていて個々が時間帯に応じて別々の生活を実践しているなど、街の精緻なシミュレーションを行っている点は現在でも珍しい。しかし、データ量が大量だったこともあり、当初の計画よりもドリームキャストの性能に合わせた仕様に変更されている。
制作者としては、セガのゲームクリエイターのみならず、ハリウッド関係者、スタジオジブリ関係者、建築設計士、音楽家、俳優など、異業界から最高峰の人材が集結していた。多様な人材の集結は、制作当時のゲーム業界では前例がない試みであり、世界観の作り込みに大きく寄与していた。
『I』ではゲームエンジンも含めて新規開発を行ったため、当時のゲーム業界において世界最高額となる70億円の制作費を投じており、CMでも巨額を投じた超大作として宣伝が行われた。後に、2008年にはグランド・セフト・オート4がシェンムーを上回る100億円の制作費用を投じている。制作費に比して売上は振るわなかったものの、海外ではスティーヴン・スピルバーグが絶賛するなど、業界人を中心として世界観と作り込みは高く評価されていた。
主人公芭月涼のモーションキャプチャーは涼の声優を務めた松風雅也が実際に行っている他、バトルモードのモーションキャプチャーと武術指導は日本の八極拳道場協力の下行われているなど、現実感のある演出、街をぶらつく脇役まで声のある完全フルボイス、全ての町並み、キャラクター、イベントシーンを実機ポリゴンで表現。天候が刻々と変化し、朝から夜に至るまでの時間の経過、登場キャラクターたちが「生活習慣プログラム」によって日々を営む世界観は、各方面から評価された。
『シェンムー』では、今日一般的に見られるような形でのQTEが導入された。鈴木裕は、「ゲームプレイと映画の融合」を提供し、「Quick Time Event」という言葉の製作者と評価されている。なお、本作の説明書では「クイック・タイマー・イベント」と呼ばれていたが、この後は「クイックタイムイベント」として、あらゆるハードやソフトで同様のシステムが取り入れられていくこととなる。
セガサターンでも制作されていたが、ドリームキャストへの移行によりお蔵入りとなった。

## シリーズ
日本展開
シェンムー 一章 横須賀
（DC）1999年12月29日発売
※シリーズ第一作目。1986年の横須賀が舞台。膨大な寄り道要素やディティールの作り込み、天候のリアルタイムな変化など革新的・実験的な多数の要素の中でも、300に及ぶ登場人物ほぼ全てが詳細設定と生活ルーティンを持つというシステムは最大の特徴であり大きな話題となった。
What's シェンムー〜湯川(元)専務をさがせ〜
(DC)1998〜1999年 無料配布
※『一章』の体験版として無料配布されたディスク。体験版の体裁ではあるものの、完全オリジナルのショートストーリーでありここでしか観れないカットシーンや会話なども多く、現在も貴重なファンアイテムの1つとして評価されている。タイトルの通り湯川(元)専務が本人役として出演している。
US Shenmue
（英語音声版/DC）2001年7月5日発売
※『一章』の海外リリース版。
シェンムーII
（DC）2001年9月6日発売
※シリーズ二作目。中国の香港・九龍が舞台。『一章』をベースに新規ユーザーを意識した[遊びやすさ][ゲームとしての面白さ]に重点をおいた様々な新システム・新要素が導入された。スケールも大幅に拡大し、その反面前作で最も話題となった全キャラクターに生活ルーティンを設けるというシステムは事実上撤廃されている（ただし、数名のキャラクターには引き続き採用されている）。
シェンムー・ザ・ムービー
（映画館/VHS/DVD）2001年9月劇場公開、12月ソフトリリース
※『一章』のゲーム動画をそのまま編集し構成されている。
シェンムー街
（Mobage）2010年12月2日にサービス開始（サービス終了）
※新たな展開などはなく、基本は既存のストーリーをなぞる内容であった。
シェンムーI&II
（PS4）2018年11月22日発売
※詳細については#シェンムーI&IIを参照
シェンムーIII
（PS4・PC）2019年11月19日発売
※クラウドファンディングを経て前作から18年越しに発売されたシリーズ最新作。前2作とは違う限られた予算ながら、膨大な寄り道要素やフルボイスによる多数の会話パターン、細部ディテールの拘りなどシリーズの特徴を引き継ぎ、修行の概念を押し出したバトルシステムやこれまでの特徴であった「会話の楽しさ」の延長である「たのまれごと」システムなど独自の進化を遂げている。中でもミニゲームなどのサブ要素はシリーズ最大数最大規模となっている。反面各キャラクターや本筋のストーリーに関してはあまり深掘りされていない。
DLC「バトルラリー」
（PS4・PC）2020年1月21日配信
DLC「ストーリークエストパック」
（PS4・PC）2020年2月17日配信
・DLC「大遊戯船」
（PS4・PC）2020年3月17日配信
海外展開
- Shenmue（一章/US/DC）2000年11月6日発売
- Shenmue（一章/EU/DC）2000年12月1日発売
- Shenmue II（EU/DC）2001年11月発売、日本語音声、英語字幕
- Shenmue II（US/Xbox）2002年10月発売、シェンムー・ザ・ムービーDVD同梱
- Shenmue II（EU/Xbox）2003年3月発売、シェンムー・ザ・ムービーDVD同梱
- Shenmue I & II（PS4・Xbox One・PC）2018年8月21日発売
- Shenmue III（PS4・PC）2019年11月19日発売
- DLC「バトルラリー」（PS4・PC）

日本ではシリーズ1作目となる『シェンムー 一章 横須賀』が1999年12月に発売（以下、『I』と略記する場合あり）。その後、『一章 横須賀』の英語音声版となる『US Shenmue』が2001年7月、第2作の『シェンムーII』が2001年9月に発売された。また、ドリコレ（廉価版）の『シェンムーII』が2003年3月に2800円で発売されている。いずれもドリームキャスト（DC）用のゲームソフトとして発表。
海外においては、アメリカではドリームキャストで『Shenmue（一章）』が2000年10月に発売され、『Shenmue II』についてはドリームキャストではなくXboxで2002年10月にリリースされた。日本ではXbox版『Shenmue II』は発売されていない。ヨーロッパでは2000年12月に『Shenmue』、2001年11月にドリームキャスト版『Shenmue II』、2003年3月にXbox版『Shenmue II』がそれぞれ発売されている。ヨーロッパのドリームキャスト版『Shenmue II』のみ日本語音声、英語字幕。また、海外版『Shenmue II』には『シェンムー The Movie』のDVDが同梱されているが、日本語版とは異なり、特典映像は収録されていない。
日本版の初回生産分の特典として、『一章 横須賀』にはサウンドトラックCD「Shenmue Juke Box」が、『II』には「バーチャファイター4パスポート VF.NET」（DCで『バーチャファイター4』のVF.NETが利用できるブラウザソフト）と「バーチャファイターヒストリー」（同シリーズ歴代作品のオープニングムービーなどを収めたDC用GD-ROM）の2枚が同梱された。
2015年より鈴木裕が独自に『I・II』の続編『シェンムー3』の開発をスタート、2019年にリリースされた（詳細については#シェンムー3再始動」を参照）。

### 他メディア展開
映画
2001年9月、『シェンムー 一章 横須賀』の映像を編集した『シェンムー The Movie』が一般映画館で劇場公開。同年12月にはDVDとVHSでリリースされた。
漫画
2001年、ゲームでは描かれないサイドストーリーが描かれた宮脇謙史による公式短編マンガがゲーム雑誌『ドリマガ』に短期集中掲載された。この作品はPS4版『シェンムーII』の隠し要素として全編収録されている。
アニメーション
2020年、シェンムーのアニメ版『Shenmue the Animation』(シェンムー・ジ・アニメーション)製作が発表。アニメ版に関してはセガグループに属するアニメ制作会社・テレコム・アニメーションフィルムが制作。鈴木裕も世界観の監修的な立ち位置で関わる（当初は「エグゼクティブプロデューサー」名義を想定していたが、正式発表時に「原案」名義になった）。その後2022年に展開する予定となった。以降の詳細は本項の「#Webアニメ」を参照。

## ストーリー
横須賀に住む高校生・主人公の芭月涼の父親が、ある日突然やってきた中国人に殺害される。涼は父親の死の真相を知るため調査を始めるが、それは次第に国をまたぎチャイニーズマフィアや中国の闇組織に関わる壮大な事態へ発展していく。涼の父・巌が過去に中国から持ち帰った対となる二枚の謎の石鏡（龍鏡・鳳凰鏡）が大きな鍵となり、物語が進行する。
復讐の物語であるが、涼はその過程で様々な人や物事に出会い、人として大きく成長していくこととなる。
ゲーム制作者である鈴木裕は、シェンムーのシナリオが全11章構成であることを明らかにしている。『シェンムー 一章 横須賀』は「シェンムーの入門編」として予定されていた一章を3倍ほどのボリュームに膨らませたもの。『シェンムーII』は二章をカットした上で、三章から六章まで物語の一部を収録しているが、ヒロインの莎花（シェンファ）とタイトルにもなった莎木（シェンムー）という名の大樹が登場した直後に唐突に終わっており、ストーリーは未完。さらに、18年ぶりに出た待望の続編『シェンムーIII』でも、ストーリーはほとんど進展せずに未完のまま終わっている。
1998年発売のドリームキャスト版『バーチャファイター3tb』同梱のスペシャルディスクに収録された、シェンムーの予告編ムービーでは、シェンファが手を触れずに超能力で周りの敵を吹き飛ばすシーンがあり、最初からファンタジー要素も予定されていたらしい。
なお、カットされた二章は香港行きの船内での物語であったと言われている。そのクライマックスとなる敵とのバトルシーンや、『II』に登場しなかった主要人物の物語、『一章』のキャラクターと『II』のキャラクターの関係性などを描いた4ページ短編マンガがゲーム雑誌『ドリマガ』に短期集中掲載された。『シェンムーII』ゲームの開始直後の港にいる親子連れとの会話の内容から、涼が船内で子供を助けるストーリーがあったということが分かる。

### 一章 横須賀
時は1986年11月29日。横須賀の郊外にある柔術道場・芭月武館で異変が起きていた。道場主の息子である芭月涼（はづき りょう）が自宅に戻ると、道場内では道場師範である父の芭月巌（はづき いわお）と、豪華な中華服を着た謎の男・藍帝（ランテイ）が一触即発の状態でにらみ合っていた。「鏡をよこせ」と詰め寄る藍帝の要求を頑なに拒否する巌だが、圧倒的実力差で倒され、助けに入ろうとした涼も簡単に押さえ込まれてしまう。涼を殺すと脅され、遂に鏡のありかを答える巌だが、「お前が殺した趙孫明（チョウ・ソンメイ）を覚えているな」と、そのままとどめを刺されてしまう。そして藍帝は龍の刻まれた「龍鏡」を手に、その場を去る。
誕生日に父を殺され復讐を誓った涼の元に、香港の朱元達（シュ・ゲンタツ）という人物より、巌宛の手紙が届く。「鏡を狙う者あり、緊急の時は陳大人（チン・タイジン）を頼れ」。藍帝に関する手掛かりの一切を持たない涼は、陳大人を探し始める。
道場の隠し倉庫から、藍帝に奪われた鏡の片割れ「鳳凰鏡」を見付けた涼は、かつて父と親交のあった華僑の主導者・陳大人に行き着く。一度は「命を粗末にするな」と涼を止めた陳大人だったが、涼の固い決意を知ると朱元達の居場所を知る香港の桃李少（トウ・リショウ）老師を訪ねるよう紹介状を書き、渡航する手はずを整えてくれる。こうして涼の長い旅が始まった。

### シェンムーII
香港へ到着した涼は、いきなり全財産の入ったリュックを盗まれてしまう。賊を追い、鳳凰鏡の入ったリュックを取り返した涼だが、現金は全て抜き取られた後だった。宿銭すらなくした涼は途方に暮れるが、現地で知り合った女性・ジョイに宿とバイト先を紹介してもらい、滞在費稼ぎと桃李少老師探しを行なうことになる。
様々な試練を経て桃李少こと、紅秀瑛（コウ・シュウエイ）と出会えた涼だが、彼女もまた無謀な復讐をしようとしている涼に朱元達の居所を教えようとはしなかった。仕方なく彼女の元で武術の修行をしていた涼だが、ストリートギャングの刃武鷹（レン・ウーイン）の力を借り、朱元達が九龍城に身を隠しているとの情報を手に入れる。
レンと共に九龍城に乗り込んだ涼は、朱元達を狙う斗牛（トギュウ）率いる黄天会の妨害を受けつつも、何とか朱元達を助け出すことに成功。朱元達より、趙孫明とは藍帝の父であること、龍鏡と鳳凰鏡が清王朝の財宝に至る手掛かりだという二つの情報を得るが、黄天会にいた藍帝には逃げられてしまう。
藍帝を追って桂林の白鹿村へ一人で向かう涼は、その途中で玲莎花（レイ・シェンファ）という少女と知り合う。その案内で白鹿村に着いた涼だが、彼女の養父が鏡を作った一族の関係者だと判明する。長い間泊まり込んで石工の仕事をしているという莎花の父に会うため、村から離れた洞窟に入った2人を待っていたのは「私の役目は終わった。鳳凰を携えし者（＝涼）と共に行け」という莎花宛の置手紙と宝剣「七星剣」、巨大な龍鏡・鳳凰鏡の石の彫刻だった。

### シェンムーIII
涼は莎花と共に、莎花の養父で石彫師をしている袁雲深（エン・ウンシン）に会うために白鹿村中を探し回った。しかし、鳳凰鏡と石彫師を探しているゴロツキたちが村の中で暴れ回っているという情報しか掴むことができなかった。涼はゴロツキたちを見つけ、正体や目的を聞き出そうとしたが、ゴロツキたちをまとめている顔狼（ガンロウ）に2度も返り討ちにされてしまう。
その後、涼は巌のことをよく知る老師や住職から、巌と趙孫明の関係や鳳凰鏡のルーツなど新たな手掛かりを手にする。その道中、涼は八極拳の使い手である孫九思（ソン・クンシ）に出会う。顔狼に勝つため、孫に弟子入りした涼は様々な試練を乗り越え、遂に顔狼を倒すことに成功する。顔狼は、袁を漓江沿いの街に連れて行ったこと、葉秀玉（ヨウ・シュウギョク）という老婆をチャイが狙っていることを白状する。
急いで葉の元へ向かった涼は、無事だった彼女から鏡の絵図が村に隠してあることを教えられる。迂余曲折を通して絵図を手に入れた涼と莎花の前に、チャイが奇襲を掛けてきた。これを返り討ちにした涼たちは、袁ともう1人の石彫師が漓江沿いの港町・鳥舞に連れ去られたことを知り、白鹿村から旅立つ。
鳥舞に到着した涼と莎花は、香港で別れた刃と再会する。地道に聞き込みを続けた結果、袁たちを鳥舞で暴れ回るゴロツキ集団「赤蛇（レッドスネーク）」が連れていたと突き止める。涼はレッドスネークのボス、革竜起（カク・リュウキ）に挑むが、刃と二人がかりでも全く歯が立たず、またしても2度の返り討ちに遭ってしまう。
革に打ち勝つため、涼は様々な試練を経て八極拳の達人・貝仙仔（バイ・センシ）老師から奥義を伝授される。そして再びレッドスネークのアジトを訪れるが、そこはもぬけの殻となっていた。訳が分からぬまま宿に戻ると莎花が姿を消しており、「助けたければ鏡を持って古城へ来い」という手紙が残されていた。さらったのは、鳥舞で何度か顔を合わせた謎の女だった。
鳥舞の対岸にある古城への渡船はなかなか見つからなかったが、鵜匠でもある貝老師が舟を手配してくれる。涼、刃、貝老師、鳥舞で知り合った仲間2人（林詩鈴、許丘）の5人は大勢のゴロツキたちが待ち受ける古城へ乗り込み、チャイを倒して白鹿村の石彫師・袁と徐を救出。そして莎花をさらった女・鳥隼（チョウ・ジュン）と再会する。彼女は藍帝と同じくチャイニーズマフィア「蚩尤門（しゆうもん）」の幹部（四天王）の一人だが、鳳凰鏡を受け取ると莎花を解放し、「藍帝はこの奥にいる」と告げてその場を去る。
救出した3人を貝老師たちに託し、涼と刃は奥に進む。涼は革を倒し、ついに藍帝との対決に臨む。だがその頃、鳥隼は蚩尤門の支配に邪魔な藍帝を排除しようと、部下に命じ古城に火を放っていた。涼は父の仇を討つため藍帝に挑むが、攻撃は全く通じず、最初に戦った時のように簡単に押さえ込まれてしまう。「おまえも父親のもとへ送ってやる」と涼がとどめを刺されそうになったその時、刃が咄嗟の機転で藍帝の隙を作り、炎上する古城から辛くも脱出することに成功する。
袁の話によれば、かつて鏡は断崖の寺に封印されていたが、蚩尤門に狙われた鏡を守るため趙孫明が寺から持ち出した。しかし数年後、趙孫明は非業の死を遂げ、息子である趙龍孫（藍帝）は蚩尤門に育てられた。
場面は変わり、山奥を貫く長城を歩む涼、莎花、刃の3人の姿が映し出され、本作は幕を閉じる。

## 登場人物
キャラクター名横には声の演者を併記。特記の無い場合はゲーム・アニメ共通（ゲーム『I』・『II』と『III』で異なる場合は明記）。

### 主要キャラクター
芭月 涼（はづき りょう）声：松風雅也、福島おりね（幼少期）、若佐なつみ（幼少期・アニメ）
1968年11月29日生まれのO型。身長176cm、体重65kg。18歳。射手座。
本シリーズの主人公。現状の全シリーズ作品に登場。高校三年生。茶色の革ジャン（A-2）とジーンズを愛用している。
母である芭月茜は既に亡くなり、芭月流柔術の達人である父・芭月巌を持つ。常に眉頭がビシッと上がり、無愛想でぶっきらぼうだが正義感が強く、勇敢な性格。父親の死の謎、そして殺された父親の仇をとるため、藍帝の行方を追う。無鉄砲なところがあり、しばしばトラブルに巻き込まれる場面も目立つ。父が殺されて以降は学校には通っていない。進路については「大学に行くなら空手部のある大学がいいな」などと答えている。『一章』では手紙に書かれた中国語が判らないため中国語が読める人物を探すエピソードがあったが、『II』以降は普通に中国語で会話ができる（ただし、アニメ版では初対面のジョイに「少しは広東語ができるようじゃん」と言われており、陶 健民との会話でも「少しはできるつもりです」と語っており、不慣れな描写がある）。武術家としての実力は物語当初から相当のものであり、一般人や不良・チンピラレベルではほぼ相手にならないほどの力を見せていたが武術の達人や修羅場をくぐった人間には手こずったり歯が立たない場面も多くあった。しかし、旅の中で様々な人物からの修業や技の伝授を経て次第に腕を磨き、裏社会の人間や武術家にも通用する武術の強さを身に着けていく。ベース武術は柔術や八極拳をミックスした「芭月流」。旅の中で様々な流派・武術の技を習得し独自の拳法を身に着けていく。代表的な技には「裡門頂肘」や「外門頂肘」「重ね当て」「竜巻キック」「燕旋降脚」などがある。アニメ版では高校の部活での空手の大会で完勝した実力を見せたシーンが追加されている。本人は「試合では一撃もくらったことがない」と自負している。口数が少なく感情を内に秘めあまり表に出さない性格。特に父親の死後は周りが見えず1人で突っ走る様子が散見されたが物語とともに人として成長し、人の話や感情にも少しずつ気を配るようになり、新たに出会った人々と信頼関係を構築できるようになっていく。時には冗談を口にする余裕も見られるようになった。本人は気づいていないが容姿端麗な所謂二枚目であり、異性からとてもモテる。同級生の原崎に留まらず旅先で出会って間もないジョイやファンメイ、はたまた占い師まで非常に多くの女性から好意を向けられ、測らずもそのことが彼の無鉄砲な旅の大きな助けとなっていることは否めない。その他街中で出会う無関係な異性からも「かわいい」「顔がいい」「アイドル向き」など容姿を誉められたりデートに誘われることが多い。しかし、当の本人はそちらにはまったく無頓着である。シェンムーは寄り道要素の多いゲームで有名だが、ストーリー上の涼は常に優先順位と現在自分のすべきことを明確にするタイプであり、それはシリーズ通して全くブレていない。作品の性質上作中期間での涼の行動や趣向などはプレイヤーに委ねられる部分が大きく、最初は主人公として人物像がハッキリしない側面もあるが、「幼少期は人参が嫌いだった」「駄菓子屋の店主にガチャガチャ涼坊と呼ばれるほどガチャガチャ好きだった」「年上であろうが少し慣れるとすぐにタメ口で話そうとする」など、過去を含めた彼の人となりに関してはゲームをプレイしていくことで少しずつ具体的になっていく。

2010年ソニックシリーズ『ソニック&セガ オールスターズ レーシング』のプレイアブルキャラクターとして登場。フォークリフトでソニックたちと共演した。
2015年クロスオーバーゲーム作品『PROJECT X ZONE 2:BRAVE NEW WORLD』に登場。カプコン、セガゲームスおよびセガ・インタラクティブ、バンダイナムコエンターテインメントの様々なゲームキャラクターとの共演を果たした。

玲 莎花（レイ・シェンファ）声：石垣はづき（一章、II）、照井春佳（III、アニメ）
1970年9月9日生まれのA型。身長155cm、体重43kgの16歳。乙女座。現状の全シリーズ作品に登場。
シリーズのメインヒロイン。莎木の花が咲いた頃に生まれたため「莎花」と名付けられた。桂林の山奥にある白鹿村で養父と二人で暮らしている純粋な少女。大自然の中でのびのびと育った彼女は、山野の植物や動物に関する知識が豊富である。
タンポポの種を手をかざすだけで飛ばす、動物たちの話していることがわかるなど、やや不思議な能力を持っている。本人はそれが白鹿村に住む人の当たり前のことだと思っているが、これらの能力はあくまで彼女独自のものであることがいくつかの描写からわかる。さらに『III』では拘束したゴロツキに「何か」をして簡単に自白を引き出すシーンがあるが、何をしたかは最後まで明かされなかった。
幼少の頃に両親が死亡したと思われ（明確に死亡の描写はない）その後石彫師の袁に引き取られ育てられる。両親の死と養父の袁が鳳凰・龍鏡にまつわる謎に関わっていることが示唆されているが、詳細は明かされていない。
『一章』で度々涼の夢に出てくる。『II』の終盤で初めて涼と邂逅を果たし、偶然の出会いから行動を共にしていくこととなる。
『III』では養父である袁が行方不明に。涼の持っていた鳳凰鏡と袁に関係があることが分かり、その行方を探すため引き続き涼と行動を共にして共同生活も営むようになる。
同じ白鹿村の仲間を家族のように大切にしており、村人からの信頼も厚い。村に来たばかりの涼を怪しんでいた村人も彼女が同行すると軒並み警戒を解いていた。
『一章』『II』と『III』ではそのヴィジュアルや衣装が大きく変更されている。性格も前者ではゆったりとした柔らかな雰囲気だったのに対して後者では凛とした雰囲気が強めになっており、違いが見られる（ただし、これは声優の変更の影響も大きい）。

刃 武鷹（レン・ウーイン）声：萩原匠（II）、平修（III、アニメ）
1967年12月4日生まれのAB型。身長175cm、体重65kgで19歳。射手座。『I』、『III』に登場。
『II』から登場。若くしてビバリーヒルズワーフを根城にしているストリートギャング「ヘヴンズ」の頭を務める青年。金に対する執着心が強く、情報を求め接触してきた涼に「金の匂いがする」とことあるごとに付き纏い時に協力体制をとる。
一見して冷徹だが、一度仲間と認めた者はとことん面倒を見る。他人から指図されるのを嫌う。涼をあしらいながらも、危機に陥った涼に手を差しのべる優しい一面も持つ。しかし、その行動はあくまで全てお宝（自身の利益）のためである。ヘヴンズのメンバーからは「レンさん」と呼ばれている。
『III』でも登場。莫大な財宝の在り処を知るためにヘヴンズを香港に残し単身で鳥舞に現れ、涼と行動を共にする。ただし『II』とは違い手掛かり探しは全て涼に任せ自身は街をブラつきながら傍観し、ここぞという時のみ共闘するという、よりずる賢い絡み方となっていた。莎花と初めて顔を合わせた時彼女から何かを感じ取ったような描写があるが、詳細は不明。
数少ない魅力的な男性メインキャラクターであり悪びれながらもそのどこか憎めない性格も相まって非常に人気が高い。
頭の回転が早く悪知恵のきく頭脳派だが戦闘能力もかなりのもので、我流の喧嘩スタイルで黄天会や赤蛇、蚩尤門の手下を圧倒するほどの力をみせる。
『III』のDLC「バトルラリー」では初めて操作可能なプレイアブルキャラクターとして登場した。

### 蚩尤門（しゆうもん）
中国の巨大マフィア組織。龍鏡と鳳凰鏡を揃え、清王朝復興のために作られた莫大な財宝をその手にしようと目論んでいる。

#### 四天王
藍帝（ランテイ） / 蒼龍（ソウリュウ）声：櫻井孝宏
1955年8月13日生まれのA型。身長185cm、体重80kg。31歳。獅子座。全シリーズ作品に登場。
涼の宿命の敵である「蚩尤門」の幹部。東を治めている。緑色の豪華な中華服を身にまとう武術の達人で、強力な拳の使い手。腕に刺青があり、左頬には一線状の傷がある。突然横須賀の芭月宅にやってきて主人公涼の父・巌を殺害したのち石鏡を持ち去った。涼の仇敵。本名は趙龍孫（チョウ・リュウソン）。芭月巌の仲間だった趙孫明（チョウ・ソンメイ）という武術家の息子だったが、父親の死後は蚩尤門によって育てられた。涼の父親を殺害した理由は、朱元達曰く、巌が孫明を殺害したための仇打ちだとされているが、実際に巌が孫明を殺害したのか、またその理由については不明。『III』ではラストボスとして涼と対決するが、イベントバトルなので決着は付かないまま終わる。巌を持ってしても全く刃が立たず、一撃も喰らわないままトドメを刺し、旅での経験を経て大きく成長した『III』の涼でも同じく一撃も喰らわすことができない、正に圧倒的な強さを誇る。なお、左頬に傷がある、親の仇討ちを望んでいたという共通点から、行方不明となっていた紅秀瑛の兄・紅紫明と同一人物ではないかという説が出ている。
炎帝（エンテイ） / 鳥隼（チョウ・ジュン）声：天道光香
「鳥隼」という名前と容姿は『第一章』の発売以前よりゲーム雑誌などで公開されていたが、実際にゲーム内で登場したのは『III』から。「蚩尤門」の女幹部。南を治めている。美貌の持ち主で、優れた蟷螂拳の使い手。本名や生い立ちなどは不明。
最も得意とするのは狡猾な頭脳を活かした陰謀や計略など。蚩尤門を我が物にしようと目論んでおり、他の幹部たちを殺す機会を虎視眈眈と狙っている。本来は非常に派手な出で立ちと性格だが、故に人目に多く触れる街中などでは目立たない地味な女性の姿へと変装し偽名を使い行動する。
『III』終盤で蚩尤門に捕らえられた莎花を解放するのと引き換えに、涼の持つ鳳凰鏡を手に入れる。その後は部下に放火を命じ、藍帝を涼ともろとも焼き払おうとする。

#### 配下
チャイ声：二又一成（一章）、町田広和（III）、下山吉光（アニメ）
生年月日や年齢、星座は不明。血液型AB型、身長160cmで体重55kg。『I』、『III』に登場。
「蚩尤門」に属している藍帝の部下。その外見は人間離れしており、老人のような姿形で猫背のように身を低くして移動するが、驚異のジャンプ力と素早さ、格闘センスを持つ強敵。『一章』のラストボス。香港に行く涼と貴章の前に現れ、貴章に怪我を負わせた。その戦闘で涼に倒されて海に落ちて以降『II』には未登場だったが、ゲーム雑誌『ドリマガ』に掲載されたセガ公認の2ページ漫画では、香港に渡る船の中で女の子を人質として涼と戦っている（そのとき助けた少女とその母が『II』の冒頭シーンに登場する母娘である）。『III』にも再び登場し、藍帝からの命を受けて顔狼らゴロツキたちの監視を行っていた。顔狼が倒された後は単独で涼の前に立ちはだかる。
斗牛（トギュウ）声：熊谷正行、鷲見昂大（アニメ）
1938年5月6日生まれのB型。身長220cm、体重180kgで48歳。牡牛座。
『II』に登場。チャイニーズマフィアである「黄天会」のボスで、「蚩尤門」に属している藍帝の部下。熊のような巨体で涼たちを追い回す。『II』の実質的なラストボス。藍帝に捕まえた朱元達を引き渡そうとしたが、涼やレンたちの妨害に合って失敗に終わった。重すぎて持ち上がらない巨体ゆえにザコ敵には非常に有効だった投げ技の類が全く効かず、かなりの強敵となる。最後は涼が秀瑛から教わった八極六大開の手技「外門頂肘」を受け敗北する。立場的にかなりの大物なはずであり実際強敵ではあるのだが、その少々間の抜けた言動やチープな突っぱり攻撃、藍帝へのゴマすりなど小物感は拭えない。
革 竜起（カク・リュウキ）声：町田広和
『III』に登場。鳥舞を仕切っている組織「赤蛇（レッドスネーク）」のボスで、「蚩尤門」に属している。通常の攻撃ではビクともしない熊のような強靭な身体を持つ。
10種類の動物の型を技の核とする心意六合拳の使い手。実戦では最強と謳われる拳法を使うので、涼とレンが二人掛りで挑んでも倒すことのできない強敵となっている。
最後は藍帝を倒しに古城へと乗り込んだ涼とレンの前に立ちはだかり、涼が貝老師から教わった八極拳の奥義「鷂子穿林」を受けて敗北した。『III』の事実上のラストボスにあたるキャラクター。

### サブキャラクター

#### 『一章 横須賀』から登場
原崎 望（はらさき のぞみ）声：安めぐみ、伏見はる香（アニメ）
1968年8月23日生まれのAB型。身長164cm、体重47kgで18歳。乙女座。
涼の同級生。一章におけるヒロイン。花屋「アイダ」の看板娘。白のタートルネックのセーターに赤基調のチェックのミニスカート、焦茶色のハイソックスにローファーを履いている。
父の仇をとろうと奔走する涼を心配するが、彼女も事件に巻き込まれることになる。『一章』終盤、父のいるカナダに渡ることになり、涼とほぼ時を同じくして日本を去る。その際に涼にお守りを渡した。涼に対し片想いの恋心を抱いており『一章』終盤でカナダに旅立つまで、父の死後様子のおかしい涼との距離感に終止悩んでいた。
荒事を好まない性格で戦闘能力など無いのだが、特定の戦闘に参加する裏技がファンによって約20年越しに発見された。これは生みの親である鈴木も知らなかったという。
早田 稲（はやた いね）声：好村俊子、加良まゆみ（アニメ）
1922年8月9日生まれのA型。身長155cm、体重48kgで64歳。獅子座。
通称・稲さん。芭月家住み込みのお手伝い。優しく温かい古き良き女性の鏡。いつも涼のことを心配している。
福原 正幸（ふくはら まさゆき）声：八戸優、いとうさとる（アニメ）
1960年8月6日生まれのO型。身長173cm、体重68kgで26歳。獅子座。
通称・福さん。芭月道場に住み込んでいる巌の弟子。やや抜けているところはあるが、性格は優しく涼の良き相談相手。バーにいる女性に恋している。
陳 貴章（チン・キショウ）声：酒井哲也、木島隆一（アニメ）
1956年2月10日生まれのA型。身長175cm、体重70kgで30歳。水瓶座。
貿易商を営んでいる父・陳躍文のそばで経営を学びながら、ボディガードも努めている。燕青拳を習熟する。陳一派と対立関係にある組織「マッドエンジェルス」と牽制をしあっといたが、同組織は藍帝のいるチャイニーズマフィアと関わりのあることが分かり利害の一致する涼と共闘。最終的に二人で70人を超えるマッドエンジェルスを撃破する。足技「燕旋降脚」を伝授してくれるなど涼とは固い絆で結ばれることとなる。当初は涼と共に香港に向かう予定だったが、チャイの襲撃から涼を庇って負傷したために旅立てなかった。『II』では隠しイベントでボイスのみ登場。『一章』同様酒井哲也が演じている。父である陳大人を父親に対する呼称ではなくフルネームで呼んでいる。アニメでは「裏社会では親子ではなく、あくまでも他人」という理由から他人行儀に接していることが示唆されている。
陳 大人（チン・タイジン）声：並木伸一、宇垣秀成（アニメ）
1926年10月10日生まれのA型。身長160cm、体重70kgで60歳。天秤座。
本名は陳 躍文（チン・ヨウブン）。華僑でも指折りの実力者で貿易商を営んでいる。涼に香港行きのチケットと桃李少老師への紹介状を渡し、燕青拳の足技「燕旋擺柳」を伝授する。
三橋 五郎（みはし ごろう）声：櫻井孝宏（一章、『III』）、木村隼人（アニメ）
1969年7月9日生まれのA型。身長180cm、体重80kgで17歳。蟹座。
横須賀港でケチなカツアゲをしているチンピラ。通称・ゴロー。出会いがしらの「ちぃ〜っす!」という挨拶が特徴的。
カツアゲをしていたところを涼に敗れ、以後は涼を「アニキ」と慕うようになる。ストーリー中に堅気に戻って結婚することを報告してくる。『III』で再登場。アニメ版では父親がいなくなった過去があり、それだけに父親に関することで様々な事情を抱え、直向きに頑張っている涼になおさら敬意を払っている描写がある。
マーク・キンバリー声：ケビン・クローン、田島章寛（アニメ）
1957年7月21日生まれのO型。身長179cm、体重79kgで29歳。蟹座。
横須賀港でフォークリフトの運転手として勤務している黒人。弟はマッドエンジェルスによって殺されている。常に冷静で感情が見られず物静か。時折、英語を混ぜて話すが、その部分は字幕が表示されない。マッドエンジェルスと対立している陳大人と関わっていると勘違いされ、マッドエンジェルスのメンバーから暴行を受けてしまう。涼にはマッドエンジェルスに関する情報を教えてくれた。『III』では一枚絵にて再登場を果たしている。
芭月 巌（はづき いわお）声：藤岡弘、菅生隆之（アニメ）
1940年5月3日生まれのA型。身長175cm、体重80kgで46歳。牡牛座。
芭月 涼の父親で、芭月武館の道場主。藍帝に殺害され、息子の涼に「愛すべき友を持て」との言葉を遺す。過去に趙孫明という虎燕拳の伝承者を孟村で殺したのが事件の発端らしいが真相は不明。物語冒頭で死亡するキャラクターだが、このストーリーの根幹の鍵を握る非常に重要な人物であり、この作品自体彼の過去を巡る物語と言っても過言ではない。ストーリーの進行と共に彼の過去の行いの全容が少しずつ明かされていく。
沢野 麻衣（さわの まい）声：日野まり（アニメ）
1970年6月9日生まれ。
涼の幼馴染の一人。不良少女となっており、評判の悪い女子たちとつるんでいたが涼に諭されたことで改心する。アニメ版では原崎とも幼馴染で互いに「望ちゃん」「麻衣ちゃん」と呼び合っている。元ヤンであったとゴローが語っているが物語開始時点では不良少女としての一面は全くなく、港の弁当屋で働いている設定になっている（ゲーム版では姉が弁当屋で仕事の手伝いをしているがアニメ版では姉は未登場で同一の弁当屋かどうかは描かれていない）。

#### 『II』から登場
紅 秀瑛（コウ・シュウエイ）声：出口佳代、熊谷海麗（アニメ）
1960年5月24日生まれのA型。身長168cm、体重52kgで26歳。双子座。
僧名は桃李少（トウ・リショウ）。若い女性ながらも老師（中国語で「先生」の意）と呼ばれる八極拳の達人で、本気で襲い掛かる涼や斗牛までも簡単にあしらう実力を持つ。道教や中国文学にも造詣が深く、文武廟で広く教えを説く。兄である紅紫明がいたが、彼女が幼い頃両親の敵を討つために旅に出たため、彼女は孤独に孤児院で過ごしていた。その経緯により、彼女の表情は少し悲しげで、口数も少ない。藍帝への無謀な復讐を遂げようとする涼を消えた兄と重ね合わせ、当初は冷たく接していた。しかし、弟子入りして修行を重ねる涼の強い決心を感じ、八極六大開の手技「外門頂肘」や八極拳八大招式の強力な投げ技「閻王三点手」を伝授。最後に生き別れになった兄と分け合った勾玉を涼に預け、復讐の旅に出る涼を静かに見送った。拳法家の中ではその名は知れ渡っており、鳥舞の貝老師なども彼女の名を知っていた。陳大人が涼に香港で頼れる人として紹介した人物だが、陳や朱元達との関係性や両親の死の真相、兄の動向などいまだ謎の多き人物でもある。
ウォン声：渡辺久美子、葉山翔太（アニメ）
1973年8月21日生まれのB型。身長150cm、体重35kgで13歳。獅子座。
本名は倪賢翁（ゲイ・ケンオウ）。「ヘヴンズ」のメンバーで鍵開けが得意の少年。物心ついた頃から両親がいなかった孤児なので、生きるためにスリやカッパライをして生計を立てている。初対面時に涼のリュックを盗むが、涼に懐いてからは様々な手助けをするようになり、以後、涼のことを「おにいちゃん」と呼んでくる。
ジョイ声：夏樹リオ、M・A・O（アニメ）
1968年8月16日生まれのB型。身長162cm、体重50kgで18歳。獅子座。
金髪に染めた髪に露出の激しい服装で、真っ赤なスポーツバイクをヘルメットも着用せず乗り回す。一見すると西洋的な顔立ちだが、香港人女性。涼を一目で気に入ったらしく、何かと付け回してはおせっかいを焼いてくる。思ったことは何でも口にするストレートだが裏表がなく本当は心優しい性格。ヘヴンズとは腐れ縁。貴章とは昔から知り合いだが、本編中でそれが判るのは本筋に関係ない隠しイベントのみである（宮脇謙史による漫画では二人の関係が詳しく描かれている）。アニメ版では両親に関する悲しい過去など設定が追加された。
薫 芳梅（クン・ファンメイ）声：大谷育江、真野あゆみ（アニメ）
1972年3月3日生まれのB型。身長156cm、体重42kgで14歳。魚座。
文武廟の門下生。秀瑛と同じ孤児院で育った快活な少女で、彼女を姉のように慕っている。秀瑛を尊敬しており、また彼女の過去を知っている。秀瑛に弟子入りした涼の世話を任されていたが、次第に彼に恋心を抱くようになる。親密度が上がると、誕生日にプレゼントのブローチを贈ったり、別れの際には彼女から大切なお守りを貰える。
涼からは猫に似ていると思われており『III』でも猫を見た涼が彼女を思い出す場面がある。会話数・イベント数共に非常に多い。
朱 元達（シュ・ゲンタツ）声：北村弘一
1920年2月26日生まれのAB型。身長165cm、体重53kgで66歳。魚座。
涼の父である巌の親友。藍帝の過去を知る唯一の人物。そのため、蚩尤門に狙われる。『一章』では、巌に向けて命の危機を知らせる手紙を送り、涼が復讐の旅に出るきっかけを作った。
『II』では身を隠していたが、斗牛率いる「黄天会」に捕らえられていたところを涼に救われる。その後、龍鏡と鳳凰鏡は財宝の手掛かりであること、趙孫明と巌に関わりがあったことを涼に教えた。
高野 和泉（たかの いずみ）
1968年10月4日生まれのAB型。身長158cm 体重42kg。
香港へ留学中の涼と同い年の日本人女子高生。トマトコンビニで働いており、偶然出会った涼とは同じ日本人かつ同い年と共通点が多いこともありすぐに打ち解け、互いにファーストネームの呼び捨てで呼び合う仲となる。
店を一人で切り盛りしている様子で、店のことがあり折角知り合った涼とゆっくり過ごすことができないことを最後まで悔やんでいた。
メインシナリオのみでは知ることができないが、実は武術家であり留学も武術の修行のためである。流派は截拳道。
隠しイベントでは彼女と一対一で対戦する展開があり、その実力は『II』の全敵の中でもトップクラス。最強の裏ボスとの呼び声も高い。この戦いに勝利するとある場所へ涼を連れていってくれる流れに続き、この一連のシークエンスは本編にまったく関係のない『II』最大の隠しイベントとなっている。
本編でコンビニでしか涼に会っていないことを嘆いていた彼女だが、隠しイベントでは実はかなり濃密な時間を過ごしていた。
体験版ソフト『What's シェンムー 湯川(元)専務をさがせ』では横須賀のドブ板で会うことができる。

#### 『III』から登場
孫 九思（ソン・クンシ）声：世田壱恵
古くから白鹿村に住んでいる八極拳の使い手。涼の父・巌とも面識がある。廃寺の白鹿古寺に住み着いていて、酒と饅頭が好物。用心深い性格。家を持たず村をふらつきタダ酒を飲み歩く浮浪者のような生活をしているが現在も拳法の知識と技術は確かで、本気で打ち込む涼を軽くいなし鉄山靠で吹き飛ばす強さを見せた。かつて宮廷の使いが白鹿村に来た目的を知っている数少ない人物。涼には師として八極拳の奥義「鉄山靠」を伝授する。
葉秀玉（ヨウ・シュウギョク）声：峰かずこ、深雪さなえ（アニメ）
鐘楼の近くに住む盲目の老婆。薬売りをしていて、孫よりも古くから白鹿村に住んでいる。宮廷の使いを迎えるために作られた花橋のことには村一番詳しい。最初は頑なに花橋のことを教えてくれなかったが、次第に協力的になり鏡のルーツや鏡の絵図が村に隠されていることを教える。最後は涼と莎花を鳥舞へ送り出した。
貝 仙仔（バイ・センシ）声：松嶋潤
鳥舞の漁港にいる老師。普段は鵜飼いをやっており、その道でも鳥舞一の名人である。拳法の達人で、涼を圧倒する強さを持つ。
赤蛇を率いる革竜起の対策として、涼に中国拳法の中でも屈指の破壊力を誇る八極拳の奥義「鷂子穿林」を伝授する。
莎花が古城に連れ去られた際には、涼の決意を感じて舟を用意し、レンや弟子の許らと共に古城へと乗り込んで蚩尤門と戦った。
林 詩鈴（リン・シリン）声：伊勢未紗希
鳥舞の外れにある仏堂・六角堂の巫女。赤蛇に仏堂を襲われ経典を盗み出された経験から赤蛇に対して並々ならぬ遺恨を持ち、涼にも一緒に赤蛇と戦うよう何度も持ちかけてくる。レンのことも当初そのガラの悪さから赤蛇のメンバーだと勘違いしていた。
レンの呼びかけを受け、貝老師や許と共に古城へと乗り込んで赤蛇や蚩尤門と戦う。箒を武器にする。
許 丘（キョ・キュウ）声：佐藤和久
貝の弟子で、六合館で拳法を教えている。話し方に独特の訛りがある巨漢。赤蛇を追い払った経験を持ち、手合わせをすると協力してくれる。赤蛇が花咲寺や木人喫茶を襲ったことに憤慨し、自分一人ではどうにもならないことを嘆いていた。終盤レンの呼びかけを受け、師匠の貝老師や巫女の詩鈴と共に古城へと乗り込んで赤蛇や蚩尤門と戦った。
袁 雲深（エン・ウンシン）声：柴田秀勝（II）、ボルケーノ太田（III）
玲莎花の養父で、石彫師をしている。石切場に手紙を残してから行方が分からなくなっていたが、鳥舞へ拉致されたことが判明する。
その後、古城で監禁されていたところを涼たちに救われ、龍鏡と鳳凰鏡のルーツや藍帝について涼に教えた。祖父は天下一の石彫師である袁碌山（エン・ロクサン）。白鹿村でしか採掘できない洮河緑石を使った鏡を、皇帝の命を受けて作った偉大な人物。

### その他の敵キャラクター

#### 『一章 横須賀』から登場
テリー・ライアン声：石川ひろあき、鷲見昂大（アニメ）
1952年3月17日生まれのA型。身長185cm、体重85kg。34歳。魚座。
新横須賀港を牛耳っている「マッドエンジェルス」のボス。卑劣な性格。陳たちを港から追い出し、香港ルートを手に入れて蚩尤門に取り入ろうと画策する。
終盤に原崎を人質に涼を脅し、取引に邪魔な貴章を倒させようと目論む。しかし2人に70人もの手下を全滅させられ、最後は卑怯な手で貴章を倒そうとしたが涼に敗れた。
チャーリー・グラント声：江川央生、伊藤健太郎（アニメ）
1942年7月29日生まれのO型。身長172cm、体重63kg。44歳。獅子座。
「マッドエンジェルス」の幹部の一人。バイク集団を率いて夜の港で暴れていた。涼をバイクに乗って襲うが失敗し、マッドエンジェルスと蚩尤門の関係を吐くことになった。
ハリー・トンプソン声：ドミニク・アレン
1955年4月24日生まれのAB型。身長178cm、体重87kg。31歳。牡牛座。
「マッドエンジェルス」の幹部の一人。外国人船員たちをまとめあげていた。倉庫に涼をおびき寄せ集団リンチにしようとしたが失敗し、テリーの居場所を吐くことになった。
トニー・エイブラムス声：ケビン・クローン、奥田寛章（アニメ）
1957年11月16日生まれのB型。身長190cm、体重92kg。29歳。蠍座。
「マッドエンジェルス」に属する船員。スミスとコンビで行動することが多い。2人で幾度も涼を陥れようとするが毎度失敗に終わる。
スミス・ブラッドレー声：田島章寛（アニメ）
1959年3月18日生まれのAB型。身長192cm、体重105kg。27歳。魚座。
「マッドエンジェルス」に属する船員。トニーの相棒。

#### 『II』から登場
ユアン・オニール声：櫻井孝宏、山口智広（アニメ）
1962年4月4日生まれのAB型。身長170cm、体重49kgで24歳。牡羊座。
斗牛の右腕。自身の部屋に斗牛の写真を置いており、好意を寄せている。ナイフ収集が趣味で九官鳥を飼っている。化粧をしており、オカマ口調、耳にピアスをしている。口癖はエレベーターに乗る時にボタンを押す一言の「ポチッと」。弱点は汚いもの。涼の前に幾度となく立ちはだかる。
最終的に朱元達を救出しに来た涼とレンの前に現れ、チェーンソーを武器に迎え撃つが失敗。その際、レンにゴミ箱をかけると脅されて朱元達の居場所を吐くが、結局ゴミ箱をかけられてしまった。
海外版ではユアンの性別は男性から女性に変更されており、それに伴い声優も女性が担当している。日本語音声、英語字幕のヨーロッパ版の『Shenmue II』でも女性を起用している。
白虎（びゃっこ）声：酒井哲也
年齢不明。10月22日生まれのA型。身長183cm、体重72kg。天秤座。
虎燕拳を使う謎多き覆面ファイター。「黄天会」の拠点・黄天楼の地下闘技場で涼と闘うことになる。斗牛やユアンと違い、嘘はつかない硬派な人物。

#### 『III』から登場
顔狼（ガンロウ）声：ボルケーノ太田
白鹿村のゴロツキたちを率いるボス。何者かの命を受け白鹿村で石彫師を探し回る。
「ゴロツキ」という名称から誤解されがちだが彼自身は強力なラリアットを武器とするかなりの実力者で、2度に渡って涼に勝利する。
しかし最後は涼が孫から教わった八極拳奥義「鉄山靠」を受けて敗北。その後は束縛されて様々なことを白状した。なお、この際最初は不遜な態度で全く自白の兆しを見せなかったが莎花と二人きりになり「何か」をされ絶叫。その後人が変わったように自白を始めた。このとき何をされたかは作中で明らかににっていない。
DLCの「ストーリークエストパック」にて再登場。香港で組織され桂林にアジトをいくつも構えるゴロツキ組織「青蜘蛛」の一員であることが判明する。涼と再戦するが、ラッシュの動きを完全に読まれ最後は裡門頂肘を受けて敗北した。
項（コウ）
「赤蛇」のナンバー2。バンダナを巻いた大男。ゴロツキたちを率いて涼やレンと幾度か戦ったが、毎度のように倒された。
呂（リョ）
「赤蛇」の一員で、項の舎弟。目つきの悪い痩せ型。店を揺すってショバ代を巻き上げていたところを涼に倒され、以降は項らと協力して戦う。

### その他のキャラクター

#### 『一章 横須賀』から登場
トム・ジョンソン声：坪井一広、田島章寛（アニメ）
1959年11月23日生まれのB型。身長179cm、体重80kgで27歳。射手座。
横須賀でホットドッグ屋台を営む陽気な黒人。涼とは親友関係。本作発表当初から重要人物の一人として概要が公表されたキャラクターの1人。涼にとっても大切な人物で旅先で彼のことを他人に話したり国際電話をかける仲。
体験版ソフト『What's シェンムー 湯川(元)専務をさがせ』では、フードカーを離れ涼と手分けして人捜しをするなど本編では見られない姿が見られた。終盤で涼に足技「竜巻キック」を伝授し、アメリカに帰国する。
伊藤 直之（いとう なおゆき）
1968年5月14日生まれのO型。身長177cm、体重61kgで18歳。牡牛座。
涼の友達。バイクを所有しており、それが物語のある場面で重要な役割を果たす。
三島 恵（みしま めぐみ）声：木村こてん
1981年3月25日生まれのB型。身長110cm、体重28kgで5歳。牡羊座。
近所に住む幼稚園児。母親に内緒で捨て猫を神社で飼っている。
山岸 成夫（やまぎし しげお）声：菅原淳一（アニメ）
1911年2月27日生まれのAB型。身長169cm、体重68kgで75歳。魚座。
かつて芭月巌と手合わせしていた古武術の達人。場合によっては涼に手技「重ね当て」を伝授してくれる。本筋にはほぼ絡まないもののフラグ立てパートで重要な情報を多く提供してくれるキャラクターであり特に『一章』前半ではかなり頼りになる。アニメでは涼が巌の敵討ちをしようとすることを見抜いており、「事件には首を突っ込まないで平和に過ごしなさい」と諭したが、涼とチャーリーの戦いを見かけた際に涼が「自分の親父を信じたい。自分の親父が間違えていないと証明したい」との一言を聞いて考えを改め、事件解決に有利になるかもしれない情報を教え、原作同様に重ね当ての技を伝授した。
劉 公恵（リュウ・コウケイ）声：土屋トシヒデ（アニメ）
1905年3月10日生まれのA型。身長156cm、体重42kgで81歳。魚座。
中国人の老人。涼に対して、藍帝に関する情報を教えてくれる。ゲーム本編序盤では彼に会うためにいくつものフラグを立てなければならず時間のかかるパートであったがアニメでは一瞬で遭遇。「たまたま話が聞こえて〜」と自らあっさりと同様の情報を提供してくれた。
榎 彰男（えのき あきお）声：鷲見昂大（アニメ）
1968年6月24日生まれのA型。身長172cm、体重62kgで18歳。蟹座。
不良高校生。涼をライバル視しており、幾度となく喧嘩を売る。
長島 哲也（ながしま てつや）声：奥田寛章（アニメ）
1968年11月12日生まれのO型。身長170cm、体重56kgで18歳。蠍座。
不良高校生。榎の子分。
西条 輝彦（さいじょう てるひこ）声：鷲見昂大（アニメ）
1944年8月27日生まれのAB型。身長180cm、体重85kgで42歳。乙女座。
「BAR YOKOSUKA」のバーテンダー。マッドエンジェルスに関する情報を教えてくれる。
高城 隆史（たかしろ たかし）声：塚本拓弥
1957年4月17日生まれのAB型。身長180cm、体重69kgで29歳。牡牛座。
「マッドエンジェルス」のタトゥーを彫っている彫り師。何かと涼の身体にタトゥーを彫ろうとしてくる。
関根 エツ子（せきね えつこ）声：夏樹リオ
1966年10月18日生まれのB型。身長160cm、体重45kgで22歳。天秤座。
旅行会社「アジア旅行社」の店員。勤務態度がとても悪く、涼の払った香港行きのチケット代を持ち逃げする。
ジミー・ヤン声：中田博之
1956年9月9日生まれのB型。身長169cm、体重52kgで30歳。乙女座。
旅行会社「アジア旅行社」の社長。「マッドエンジェルス」と裏で繋がっており、港にアジトがあることを白状する。
水木 省三（みずき しょうぞう）
1919年4月28日生まれのA型。身長156cm、体重42kgで67歳。牡牛座。
新横須賀港に住み付いている謎多き浮浪者。マッドエンジェルスから助けられたことを機に、涼に「影刀」「残月」など様々な技を伝授する。
湯川元専務声：本人
セガの常務。体験版ディスクでは重要な役割を果たす。本編では一定の条件を満たすと宝寿司とバー「YOKOSUKA」で会うことができる。

#### 『II』から登場
張 書勤（チョウ・ショキン）声：長島雄一、落合福嗣（アニメ）
1942年11月8日生まれのA型。身長172cm、体重65kgで44歳。蠍座。
朱元達の腹心の部下。拷問を受けても口を割らないなど忍耐強く、自分の身を危険に晒してでも朱元達を救おうとする忠誠心も持ち合わせている。
『III』の追加DLCにも登場。蚩尤門の動きを探るため鳥舞にやってくる。
劉 漢輝（リュウ・カンキ）声：高岡瓶々（アニメ）
1943年9月30日生まれのAB型。身長170cm、体重71kgで43歳。天秤座。
紅秀瑛の元で働く道士。冷静沈着で物静か。涼には様々な技書をくれたり、八極拳の基本技「冲捶」を伝授したりと親身になってくれた。
アイリン・Ｍ・エーデルワイス声：川上とも子
1969年7月29日生まれのO型。17才。
拳法を学ぶためカナダから香港にやってきた女性。使用武術は劈掛拳。無口で寡黙な性格だが友人の前などでは少女らしい純粋な一面も時折見受けられる。鳩汀公園で涼と出会い散打を申し込むが断られ、その後はサブイベントにて薫芳梅の友人として何度か登場。
本編にはほぼ絡まないキャラクターだが高野和泉同様隠しイベントで活躍。涼と念願の対戦を果たす。和泉ほどではないがかなりの強敵となる。
クールJ声：梁田清之
1968年11月15日生まれのAB型。身長185cm、体重130kgで18歳。蠍座。
ヘヴンズのメンバー。本名はクライス・ジェームス。サングラスにモヒカン頭の巨漢。いつもラジカセを肩に担いでおりこれをとても大切にしている。当初は涼に対してキツく当たっていたが、レンが涼と行動を共にするようになってからは様々なサポートを行ってくれるようになる。風貌に似合わず、涼にアドバイスをするなど優しい面が多々見られた。『III』ではガチャガチャのパッケージイラストとして登場している。
サム声：小森創介
1971年4月25日生まれのO型。身長165cm、体重52kgで15歳。牡牛座。
ヘヴンズのメンバー。本名は劉孫界（リュウ・ソンカイ）。レンを慕う。
ラリー声：咲野俊介
1970年6月10日生まれのA型。身長171cm、体重58kgで16歳。双子座。
ヘヴンズのメンバー。本名は羅李功（ラ・リコウ）。長髪。レンを慕う。本人曰く「これまでレンさん以外に負けたことはない」とのこと。
玄 周善（ゲン・シュウゼン）声：丸山詠二、園部啓一（アニメ）
1918年9月9日生まれのO型。身長162cm、体重52kgで68歳。乙女座。
多くの人々の尊敬を集める菜珍街にある光武館の道場主。武術家。涼に投げ技「摔法」と4つの武徳の1つである「戒」を教える。
白 宗泉（ハク・ソウセン）声：櫻井孝宏、かぬか光明（アニメ）
1949年11月9日生まれのO型。身長185cm、体重103kgで37歳。蠍座。
昔は武術家だったが、今は大道芸人として設計を立てている37歳。彼の師匠である周善は、彼が落ちぶれたのは自分のせいだと思い今も後悔している。
陶 健民（トウ・ケンミン）声：辻村真人、高仲祐之（アニメ）
1911年3月22日生まれのO型。身長151cm、体重43kgで75歳。牡羊座。
紅南街の徳蓬公園でいつも太極拳の修練を重ねている老人。武術家。涼に手技「小檎打」と4つの武徳の1つ「功」を教える。
孔 張愉（コウ・チョウユ）声：伊藤和晃、高橋伸也（アニメ）
1936年11月8日生まれのB型。身長165cm、体重59kgで50歳。蠍座。
福仙街の理髪店の店主。実は武術家の一人で、涼は彼から4つの武徳の1つ「胆」を教わる。
李 桂香（リ・ケイカ）声：坂本千夏、斉藤こず恵（アニメ）
1911年1月8日生まれのB型。身長147cm、体重43kgで76歳。山羊座。
紅南街の恩田楼に住む頑迷な老婆。あまり人を信じようとしない。太極拳の達人でかなりの使い手。
いくつかの茶碗を特定の置き方をすることで、見知らぬ者同士に合図を送る秘密の暗号「茶碗陣」を教えてくれる。また、4つの武徳の1つ「義」の情報を提供してくれた。
ヤン
1931年6月15日生まれのA型。身長165cm、体重65kgで55歳。双子座。
九龍城にある安見漢方という漢方薬屋の店主。情報屋でもあり、元は朱元達の部下だった。しかし、斗牛に協力して涼とレンを罠にはめる。
洪 徳林（コウ・トクリン）声：中村秀利
1951年6月29日生まれのA型。身長178cm、体重79kgで35歳。蟹座。
ワンチャイの荷物運びのアルバイトの相棒。訛りが激しく、普段はおっとりしているが仕事になると地味に人使いが荒い。だが、本質は悪い人間ではない。
彼からはあるイベントの最中にだけ手技「喧嘩アッパー」を教えてもらえる。
紅 紫明（コウ・シメイ）声：浅野まゆみ
生年月日や年齢、血液型などは不明。13歳時は身長150cm、体重41kg。
紅秀瑛の兄。両親を殺した悪人の復讐のために妹を置き去りにして「蚩尤門」に入ったが、その後の消息は不明（宮脇謙史による漫画では蚩尤門で成長した後の様子が少々描かれている）。

#### 『III』から登場
鳳 承旭（ホウ・ショウキョウ）声：岡本未来
孫の拳法仲間である老師。芭月巌と趙孫明の師匠で、2人の関係を知っている。
陳 玉清（ジン・ギョクセイ）声：眞壁ゆみ
古くから白鹿村にある満願寺の女住職。20年前、芭月巌と趙孫明はこの寺で修行をしており、その関係を知っている。
韋珍（イチン）
白鹿村・ひまわり畑でクンフーを積む女子拳法家。3歳の時から鳳老師のもとで修行を積んでいる。日本の拳法に興味があり、涼に手合わせを挑んでくる。【彼氏は自分より強い男じゃないと嫌】とのこと。追加DLC「バトルラリー」では操作可能なプレイアブルキャラクターとして登場した。
玄 山村（ゲン・サンソン）
頬に傷を持つ石投げの胴元。元は遠方から白鹿村に来た修行者だったため腕が立つ。ゴロツキを目撃した人物を知っているが、勝たないと教えてくれない。
周 才哲（シュウ・サイテツ）
白鹿村の石彫師。広場の近くに家を持つ。凛（リン）という娘がいる。
徐 国維（ジョ・コクイ）
袁の親友である白鹿村の石彫師。ひまわり畑の近くに住んでいたが、袁と同じく鳥舞へ拉致されたことが判明する。
可 君浩（カ・クンコウ）
白鹿村の石彫師。パンダ市場の近くに家がある。
叶 燕心（ヨウ・エンシン）
袁の弟子である白鹿村の若い石彫師。機織り職人の息子。元は採水という集落にいたが、木仙という集落で身を隠している。
雷 名洋（ライ・メイヨウ）声：虎島貴明（アニメ）
莎花の幼馴染の拳法家。莎花に対して恋心を抱いており涼に冷たく当たるが、当の莎花には仲の良い友達とも思われていない。満願寺や広場で日々拳法の修行に励んでいる。涼がゴロツキを倒した際には素直に村を救った礼を伝えていた。DLC「バトルラリー」では敵キャラクターとして登場している。
毛 美美（モウ・メイメイ）声：伊勢未紗希
白鹿村景品交換所の女性。幼い弟がおり、面倒見は良い様子。莎花とも親しく、彼女は仲の良い人物として美美の名を挙げていた。突然やってきた外国人の涼に少々興味を持っている。時折村の年頃の女性で集まっては男性の話などで盛り上がっている様子。DLC「バトルラリー」では白鹿ちゃんハントのホストを務めていた。
蘇 自雄（ソ・ジユウ）
白鹿村で子供たちにクンフーを教える大柄な拳法家。陳式太極拳の使い手。涼が『III』でほぼ最初に手合わせをする相手。快活で朗らかな性格だが本人曰く村に知り合いは少ないとのこと。DLC「バトルラリー」ではホストを務めていた。
馬 佳齢（メ・ケイレン）声：もろずみけいか
涼と莎花が宿泊した鳥舞旅社ホテルの受付嬢。髪には無数のヘアカーラーを巻き、迫力のある顔つきをしている。
段 正昌（ダン・ショウショウ）声：堀内隼人
花咲寺の住職。街で暴れ回っている赤蛇の連中を説教した仕返しに寺を荒らされてしまった。涼には日本の技書をくれる。
洪 徳靖（コウ・トクセイ）声：藤野裕規
『II』に登場した洪徳林の兄。フォークリフトのアルバイトを涼に斡旋する。イベントにて手技「喧嘩アッパーII」を教えてくれる。
盛水華・盛金成
鳥舞旅者に涼たちと同じタイミングで宿泊している成金の夫婦。絵に描いたような金持ち夫婦で、涼をはじめ街の商売人などを非常に下に見て差別的な発言を繰り返したり、ホテルの部屋や店の商品にクレームをつけるなど嫌味な性格をしている。涼にも終始冷たい態度だが、あることがきっかけでとある件で一度協力をしてくれる。

## システム
本作では街中を探索して主人公の父を殺害した宿敵の情報を集めるアドベンチャー部分と、突発的にボタン入力を求められるQTE（クイック・タイマー・イベント）、そしてバトルシーンからなる。

### 情報収集
イベントが発生し、その目的を達成するため街中を周回するNPCから情報を集めて物語を進めていく。得た情報は場合によってはメモ帳に自動的に書き込まれ、場合によっては直球的なヒントが表示されるため、これを細かくチェックしていれば、まずゲーム本編で詰まることはない。
また、街中の人物は老人から小さな子どもまで、全員がフルボイスで主人公に応答してくれる。この応答は現在進行中のイベントによって逐一異なり、次にプレイヤーがどこへ行ったら良いか的確なヒントを与えてくれる（ただし相手の場合や状況によって返答は異なる）。
『シェンムーII』では人によっては目的地まで案内してくれるようになっており、その人物をロックオンすると自動的にプレイヤーキャラクターも追従する。追従している最中はカメラを動かすことで周囲の情景を見ることもでき、ロックオンを外して自由に行動することもできる。
また、宿敵を倒すという目的をすっかり忘れてサブイベントに興じることが可能である。例えば缶ジュースを（生身の人間ならばありえないことだが）何十本もがぶ飲みする、子どもの見ている横でガチャガチャを大量に購入する、朝から晩までゲームセンターに入り浸るなどがあるが、ゲーム内では常に時間が流れており、ある日付までにゲームを終了しないとゲームオーバーとなる。
街中を歩いている人物たち（『一章』で300人以上いる）の大半はストーリーに直接絡んではこないが、全員に名前と生年月日、職業といった細かい裏設定が当てられている。

### QTE
クイック・タイマー・イベント、通称QTEは情報収集中に突発的に発生するイベントシーンでボタン入力を求められるシステムである。画面中央に入力すべきボタンアイコンが点滅表示される。また、『シェンムーII』では、画面が一瞬停止し、入力すべきキーが表示される、コマンドQTEがある。入力を間違えたり、時間切れになると、ある一定の地点まで戻されて再挑戦できるか、ストーリー展開に変化が出る場合がある。

### バトルモード
ゲームを進めていくとプレイヤーの行く手を阻む者と対決しなくてはならなくなる箇所がある。この場合、画面下に体力ゲージが表示され、コマンド入力による対戦格闘のバトルモードに突入する。
このバトルモードは、一部を除いてゲーム難易度は高くない。適当にボタン連打をしていても何度か挑戦すれば誰でもクリアーできるように調整されている。また、この対戦格闘モードでは『バーチャファイター』の技が多く収録されている。
バトルモードで使える技は多く、情報収集中に手に入れた秘伝の技書を手に入れることで新しい必殺技を体得することができる。また、公園や道場、倉庫といったフリーの練習エリアで偶然入力したキー操作で新たな必殺技を我流で習得する場合もある。バトルモード用の技には熟練度が設定されており、繰り返し使い続けることで性能がアップする。
防御に関しては、ボクシング的に腕や足などで敵の攻撃を受けるタイプではなく、タイミングよく防御ボタンを入力すると「受け流す」物である。

### 時間システム
このゲームの根幹を担うシステム。ゲーム内の一時間がおよそ実質4 - 5分の割合でリアルタイムで進行する。日付の要素もあり特殊イベント以外、何をしていても平等に時間、日付が進行していく。「○時に○○に行く」「○日に○○が○○に来る」「〇時まで待つ」など、このシステムを活用してゲームが進行していく。時間、日にち限定のサブイベントも非常に多く、また本筋に関係ない部分でも、夜になると店が閉まり、クリスマスにはツリーやイルミネーションが街に並び、正月には着物を着た人々が街を歩き、春になると花が咲くなど、時間の表現は細部まで徹底して作り込まれている。ゲームオーバーの概念もまた「時間」であり、ある日付までに本編をクリアしないと専用イベントとともに強制ゲームオーバーとなる仕様になっている。

## ミニゲーム
本作の世界は1980年代中期の横須賀、香港を資料に基づいてできる限り再現したものであるとされている。そのため、街並みは極めて現実的であり、ゲーム中にいくつか存在する施設でミニゲームをプレイすることができる。

### ゲームセンター
ゲーム中にはゲームセンターが存在し、その筐体にお金を投入して実際にプレイすることができる。
ゲームセンター内では『スペースハリアー』『ハングオン』（この2作はほぼ完全移植されたもの。なお、スペースハリアーはゲームのるつぼ、ハングオンはゴッチテクノロジーが移植を担当）「ダーツ」といったゲームがあるほか、このゲームの特徴でもあるQTEシステムをミニゲーム化した「QTEタイトル（ABXボタンを使用）」「エキサイトQTE（主に十字キーおよびABXYボタン）」などがプレイできる（主に十字キーおよびABXYボタンとあるのは コントローラのLRトリガーが未使用であるものの、プレイ中誤って引いてしまうことにより失敗判定を受け残数が減ることがあるため）。なお、「ダーツ」においてはゲームセンター以外でもプレイできる施設が存在する。
ゲームセンター以外の施設において「スロットマシン」であったり、イベントの進行条件を満たすことによりプレイ可能なミニゲームも存在する。加えて『シェンムーII』ではミニゲームに『アウトラン』、『アフターバーナーII』（この2作もゲームのるつぼが移植を担当し、〈BGMの音色を除き〉完全移植されたものとなっている）などプレイできるゲームが追加されている。
『III』では実在のゲームは無くなったが、ミニゴルフやバスケシュート、モグラたたきなど実際にゲームセンターに置かれていたような所謂「レトロゲーム」を再現したものが多数導入されている。

### フォークリフト
『一章』、『III』でプレーできる。実際にフォークリフトを運転して荷物を運ぶものと、早朝の一日一回だけプレーできるフォークリフトレースの2種類。
荷物運びでは運んだ荷物の数に応じて給料が支払われる。なお、このイベントの発生までは毎朝自宅の玄関で手に入る500円のみが収入源であり、その中でやりくりしなくてはならない。

### バイク
『一章』のみ。後半のイベントで強制スタートとなる。大型のバイクに乗って制限時間内にゴールを目指すというもの。ストーリーに直接関わるミニゲームのため、クリアできない場合はゲームオーバーとなる。

### 賭博
賭博（ギャンブル）は『II』で追加されたミニゲームである。
基本的な「サイコロ賭博」は大小やちんちろりんなど、いくつかのルールが導入されており、賭場によってルールが若干異なる。「落とし玉」は釘が打ち付けられた台の上のほうから玉を落とし、定められたゴールに玉が入れば勝ちとなる。これも台の種類やルール、掛け金、景品など賭場によって大きく異なる。
また、アクション要素のある賭博としてアームレスリングもある。ボタン連打に加え、まれに出るQTEを成功させることでゲームを有利に展開させることができる。
この内「落とし玉」はアルバイトでプレイヤーが親になってプレーすることができる。落とし玉アルバイト中は街行く人に声をかけて呼び込み、客と対戦する。雇い主が帰ってきたときに残っていたもうけの半分をアルバイト代としてもらうことができる。もちろん負け続けていればバイト代はもらえない。
『III』では現代の風潮もあってか現金をそのまま掛けるのではなく木札に交換して掛ける仕組み、もしくは景品制の二通りに変更された。

### ストリートファイト
賭博の一種で『II』で追加された。
通常のバトルシーンで、勝利すれば掛け金をもらうことができる。中には極端に回避率の高い格闘家を時間内に倒すなど変則的な条件が設けられている場合もある。

### 荷物運び
『II』では唯一全うなアルバイトである。『一章』には存在しない。
他の人物と力を合わせ、重い荷物をほんの数メートル手前から奥に運ぶという内容である。相方の指示にあわせて十字キーを入力する条件反射ゲームだが、後半になると難しいキー入力を求められる。運んだ個数に応じて給料をもらうことができる。

### 本の虫干し
『II』のイベントの一つとして強制プレイさせられるミニゲームの一つ。倉庫に山積みになった本を外に持ち出し、崩さないように所定位置まで運んで虫干しの手伝いをするというもの。急ぎすぎても転んで本を崩してしまうし、随所にはQTEが仕組まれており、これに失敗しても本を落としてしまう。落とすと時間のロスとなってしまうため、いかに素早く本を落とさずに完遂させるかがポイントである。

### 木の葉つかみ
『II』のイベントの一つとして強制プレーさせられるミニゲームの一つ。舞い落ちる木の葉を人差し指と中指でキャッチする。無数に落ちてくる木の葉の中から一つをアナログスティックで追いかけ、タイミングよくボタンを押すとキャッチできる。失敗しつづけているとストーリーが進まない。

### ステルスゲーム
物語の進行に合わせ「見つからないように○○に辿り着く」「見つからないように特定の人物を追う」といったステルスゲームが時折導入される。中には判定がシビアな物もあり、本格的な内容となっている。

### 釣り
『III』で新たに導入されたミニゲーム。釣具屋でレンタルした竿を使ってフィールドの様々な場所で釣が行える。難易度は低めだが釣れる魚の種類は様々であり、スポットによっても左右される。ギャンブルの一種としても機能していて、竿をレンタルする際代金が必要なかわりに、釣れた魚のトータル重量に応じた報酬が受け取れる。

### 鳥舞ちゃんハント
『III』で登場したシェンムーシリーズ最大規模のミニゲーム。鳥舞の街の100を優に超えるほぼ全ての店や施設に「鳥舞ちゃん」というマスコットキャラクターが隠れており、それを探すというサブ要素。見つけると各施設オリジナルのショップカードが貰え、さらにショップカードを揃えていくと質屋で様々な技書と交換できる。鳥舞ちゃんはそれぞれ色々な物に擬態するなど非常に凝った隠れ方をしており、その難易度も様々。また、この鳥舞ちゃんを探すことで同時にこのゲームの大きな売りの1つである各施設の作り込まれたディテールをプレイヤーは必然的にじっくり観察することとなり、さらに最終的に新しい技を覚えることに繋がるという見返りも用意されているなど、各方面から非常に評価の高いシステムとなった。

## 開発
総監督は『スペースハリアー』『アウトラン』『アフターバーナーII』『バーチャファイター』などのアーケードヒット作を生み出した鈴木裕。建築設計士、ハリウッド、スタジオジブリなど多種多様な場から人材を起用し、空前の大規模プロジェクトとなる。
当初は「バーチャファイター」シリーズのRPGとしてセガサターンで開発されており実際、かなりのパートが出来上がっていたが、セガがドリームキャストへメインハードを移行したため、シェンムーもドリームキャストへ移行される。当時はセガのハードがソニー・コンピュータエンタテインメントのプレイステーションに押されてだんだん劣勢になりつつあり、これを覆すキラータイトルとして期待が寄せられ、セガハード系のゲーム雑誌を中心に大々的に取り上げられた。
他に例を見ない大プロジェクトだったため、開発費も『シェンムー 一章 横須賀』発売までで少なくとも50億円程度、『シェンムーII』で20億円以上を必要とし、当時のギネス・ワールド・レコーズに「最も制作費が使用されたテレビゲーム（70億円）」として記載された。後に「グランド・セフト・オートIV」が開発費約1億ドル（約100億円）で更新している。
また、「実際の商品」とタイアップしたのも特徴的である。ゲーム内には飲料メーカーの自動販売機が多数立ち並んでおり、実際にゲーム内で購入することができる。

## 評価
日本国内における販売本数は、『シェンムー 一章 横須賀』が50万本を越える、『シェンムーII』が15万本程度。全世界における販売本数は、『シェンムー 一章 横須賀』が120万本、『シェンムーII』が47万本（DC & Xbox）と制作費の割には振るわなかった。
『II』が売れなかった要因としては、「ハード自体が既に末期であった（セガによるDC撤退アナウンスから7か月後の発売だった）」「『一章』ほどの宣伝を行わなかった」「『一章』のストーリーがボリューム不足であったため、『II』の内容に不信感が持たれた」などが挙げられる。
発売に際してはプラットフォームとするドリームキャスト本体発売当初から、社長の入交昭一郎が「セガにとっても大きな意味を持つソフトとなる」と述べるなど力を入れており、ハードを引っ張る超大作として大々的な宣伝キャンペーンが行われた。
他方では「第5回アニメーション神戸作品賞パッケージ部門」や「文化庁メディア芸術祭 インタラクティブ部門優秀賞」を受賞した。
日本国外ではその斬新なスタイルのゲーム性が評価され、Academy of Interactive Arts & Sciences賞の「2000年度・最も革新的なテレビゲーム」に選ばれた。
2025年には英国映画テレビ芸術アカデミー（BAFTA）により、史上最も影響力のあるTVゲームとして選ばれた。

## 『III』発売までの展開
前述のとおり、シェンムーの物語は未完であり、更なる展開が第3作目『シェンムー3（III）』で用意されていたが、様々な要因で開発は休止され、約15年間の空白期間が訪れることとなる。一時は『3』とは別にオンラインゲームとして『シェンムーオンライン』という作品の制作が進んだ時期もあったが、実現していない（ソーシャルゲーム『シェンムー街』については後述）。

### シェンムーオンライン
2004年8月にパソコン用MMORPG（オンラインRPG）『シェンムーオンライン』の開発が発表され公式サイトも設置された。2004年10月にはクローズドベータテストが韓国で実施されたが、2005年8月には開発会社が変更になるなどトラブルが発生していることが明らかにされ、いつごろ発売されるかは不透明であった。
2006年以降、「『シェンムーオンライン』でシェンムーの物語を完結させる手段も考慮している」というコメントが海外メディアによって伝えられるようになった。2006年7月に行われた鈴木裕による中国メディア向けプレゼンテーションでは、『シェンムーIII』の物語に該当するイメージCG映像が公開された。また、『シェンムーオンライン』の開発は日本のセガAMプラス研究開発部（鈴木裕直轄チーム）が開発しており、同年末に中国でテスト運営を開始する予定との告知がされたが、2007年にはセガが中国オンラインゲーム事業からの撤退を発表。現在に至るまでテスト運営は開始していない。

### シェンムー街
2010年10月7日、『モバゲータウン』を運営するディー・エヌ・エー（DeNA）は、シェンムーシリーズの新作となるタイトル『シェンムー街』を同日にオープンしたPC向けソーシャルサービス『Yahoo!モバゲー』において同年冬に配信することを発表した。当初はDeNAのみが発表するに留まったが、同11月1日に『モバゲータウン』および『Yahoo!モバゲー』にて今冬に配信されることが正式発表された。同日より『モバゲータウン』にて事前登録受付が開始されている。『シェンムー街』はシリーズの外伝的位置づけとなるソーシャルゲームで、鈴木が2008年11月に設立したYS NETが開発を手掛け、セガが全体監修を行い、配信はサン電子が担当する。基本プレイ無料でアイテム課金制。2011年12月26日をもってサービスを終了した。

### PROJECT X ZONE 2:BRAVE NEW WORLD
『シェンムーIII（3）』の再始動（後述）が発表された後となる2015年10月、カプコン、セガグループ（セガゲームスおよびセガ・インタラクティブ）、任天堂、バンダイナムコエンターテインメントのゲームキャラクターが共演するクロスオーバー作品『PROJECT X ZONE 2:BRAVE NEW WORLD』にシェンムーの芭月涼が参戦することが発表された。芭月涼の声はオリジナル版のキャストである松風雅也が担当する。

### 空白期間における主な出来事
鈴木裕自身は過去のインタビューで繰り返し『シェンムーIII』を制作したいと語っており、セガ上層部からの許可が出ればすぐにでも開発が再開できる状況にあると言っている。また、「『シェンムー』の物語は『III』で完結させたい」と発言していたが、『シェンムーオンライン』の開発がストップしたことで益々『III』開発は遠のいた。2007年8月にはKikizo Gamesのセガ担当記者が『シェンムー』についてこうコメントしている。

「シェンムーオンライン」は失敗に終わり、鈴木氏はさらに苦しい立場に置かれ、現状では、シェンムー3の計画はまったくない。2年前にKikizoが「シェンムーIIIが開発中」と報道した時点では、あの記事の内容は正しかったが、ご存知のとおり、セガに関しては状況が大幅に変わっており、結果的に記事にしたことは実現しなかった。自分としては、ぜひ実現してほしいと願って書いたのだが、それが裏目に出たようだ。あれ以後は、すぐに実現しないことは記事にしないことにしている。

2010年2月、ソニックシリーズの1作『ソニック&セガ オールスターズ レーシング』のプレイアブルキャラクターとして芭月涼が登場。シェンムーシリーズとしては初のスピンオフ登場作品となった。
2014年2月19日23:31のGame*SparkへのDOG COMICの投稿によると、米国特許商標庁（USPTO）にセガが登録している『シェンムー』の商標が失効されていることが、USPTOのサイトで確認されたとのこと。

### シェンムー3再始動
2015年、鈴木が独自に『シェンムーIII（3）』のディレクションを再開することになった（経緯は後述）。
発表当初における『3』についての基本的な情報は下記の通りとされた（発売時期など、後に変更されたものもあるので後述の「開発略史」も参照のこと）。
- 企画はYS NETが行う（シェンムーのIPは2015年4月1日からIPを保有するセガホールディングスからライセンス許諾を得る形で利用する）。
- 実開発はネイロが[42]、企画・プログラム作成協力はスタジオフェイク（現：ファンコーポレーション）[43]、販売はDeep Silverが全世界で担当[44]。なおネイロの代表取締役である平井武史は『シェンムー』のメインプログラマーだった。スタジオフェイクのCTOである岡安啓司は『一章』・『II』でサブディレクターを務めており、本作でもサブディレクターを務める[45]。
  - 開発には非公式にファンメイドで『シェンムー』のHDリマスター版を作っていた「Kid Nocon」なる人物も加わっている模様[46]。
- リリースするプラットフォームはPC（使用OSはWindowsを予定。Steamクライアント内での稼働）とPS4の予定。
  - Windowsの必要動作環境はテンプレートを参照。
- 当初、完成時期は2017年12月頃を目指すとしていた。
- 主人公・芭月涼の声は日米版共にオリジナル版のキャストである松風雅也（日）とコーリー・マーシャル（米）が担当予定。ヒロイン・玲莎花の声は新規にオーディションを行った上でキャスティング。また、鈴木はインタビューでシェンムー3でも物語は完結しないことを明言している[47]。
- 鈴木はインタビューで『II』までは『バーチャファイター』のエンジンを活用して制作していたが『シェンムーIII』ではゼロからエンジンを開発していることを明らかにした[48]。

開発略史
※日付は現地時間や日本時間が混在しているため、およそその目安。
- 2015年
  - 6月16日 - E3 2015でソニー・コンピュータエンタテインメントが会場で催したカンファレンスにおいて「応援の一環」として「鈴木裕が『シェンムーIII（3）』を制作するため、Kickstarterを用いたクラウドファンディングを開始する」ことを発表。直後に鈴木の会社であるYS NETがプロジェクトページをオープンし、（同年7月18日（北米時間）まで約1ヶ月間のファンディングを開始。開始からわずか1時間44分で100万ドルに達し、「最も短時間で100万ドルを集めたビデオゲーム」としてギネスワールドレコーズに認定された[49]。約8時間半後には当初の最低目標額である200万ドルに到達[50]。これにより、『シェンムー3』の開発は正式に開始されることとなった。さらに、目標金額を達成した場合はソニーから資金支援を受ける契約を結んでいた[51]。
  - 7月17日 - 555万ドルを突破。ビデオゲームカテゴリーとしてはそれまでTOPだった五十嵐孝司の『Bloodstained: Ritual of the Night』の出資額を上回り、Kickstarter史上もっとも資金を集めたビデオゲームとなる[52]。
  - 7月18日 - ファンディング終了、この時点での出資総額は633万3295ドル（当時のレートで約7億8500万円）となった[53]。
  - 9月17日 - PayPalを使った追加ファンディング（開発費支援）を開始。7月のファンディング時は英語による支援方法しかサポートされていなかったため、主に日本語圏へのフォローとして行われる。期限は同年12月31日24:00まで。支援された額は前回の約633万ドルから上積みされるので、ストレッチゴールは650万ドルに設定（なお、PayPalはクレジットカード以外の決済方法も使えるので、カードを所有していないファンも支援が行える。当初はカードの有無にかかわらず決済通貨は米ドルのみだったが、後にカード決済ならば日本円でのファンディングも可能となった）。
- 2016年1月7日 - 追加ファンディングの金額が日本円換算で2,400万円突破。これによりストレッチゴールの650万ドル（アドバンスドバトルシステムに「ラグドールリアクション」搭載）達成。ファンディング期間はさらに延長が決まり、次のストレッチゴールは700万ドルに設定。
- 2017年
  - 6月 - 『シェンムー3』公式サイトほかにて公開した「開発スケジュール情報」動画にて、鈴木裕が発売を当初の予定から約1年延期、2018年下半期に再設定すると発表。
  - 8月 - 『シェンムー3』の全世界における販売権をドイツKoch Media社のゲームセクションである「Deep Silver」がYS Netより獲得する[44]。
- 2018年
  - 5月11日 - 発売日を2018年下半期から再延期、2019年に設定すると発表[54]。
  - 5月24日 - 日本における玲莎花役の声優が照井春佳に決定、ボイス収録を開始[55]。
  - 7月20日 - 追加ファンディングによりストレッチゴールの700万ドル（アドバンスドバトルシステム「AIバトル」搭載）達成。次のストレッチゴールは750万ドルに設定。
  - 8月21日 - ドイツのゲームイベント「gamescom」にて、発売日が「2019年8月27日」と発表される[56]（どの地域における発売日なのか、具体的な発表は無し）。
  - 11月22日 - ファンディングが事実上終了。最終的な出資総額は717万9510ドル（当時のレートで約8億1128万4630円）、総支援人数は81087人と発表された。

### シェンムーI&II
2018年、全世界で順次リリースされた、『一章 横須賀』（I）と『II』を一本にカップリングしたコンピレーションソフト。ゲームUIなど、細かい点で現代のゲームハード仕様に合わせたデザインにリファインされている（下記参照）。
日本における第一報は2018年4月14日に行われた。その後、海外ではPS4、PC (Steam)、Xbox Oneで8月に、日本では同年11月22日にPS4のみでリリースされた。
主なリファインポイントは次の通り
- グラフィック画質の向上、映像アスペクト比を16：9（いわゆる「2K」HDワイド画面）に対応。
- 操作方法はオリジナルのとおり方向キーでも、現在のゲームでは主流であるアナログ左スティックでも、どちらでも常時使用可能であり、プレイヤーはリアルタイムで選択可能（当初は「Classic」モードおよび「Modern」モードを選択する形で使用する仕様になっており、変更にはワンクッションの操作が必要であった）。
- （一部の例外を除き）どこでもセーブが可能に。
- 『II』では新たにフォト撮影機能が追加。ゲーム中ほぼ全ての場面でスナップフォトが撮影できる他指定のキャラクターのフォトを揃えると開放される特典として過去にゲーム雑誌『ドリマガ』に掲載された本編のスピンオフ読み切り漫画を読むことができる。
- 特に一章に関しては台詞編集の細かな修正変更がとても多い。DC版よりも自然な会話らしい会話が実現されている一方でバグに近いものも多くなっており、中には会話が全く成立していないものや会話自体の印象ががらっと変わっているものがかなり見受けられる。

## Webアニメ
『Shenmue the Animation』（シェンムー・ジ・アニメーション）は、米国のCrunchyrollとAdult Swimの共同制作の作品である。
season1では全13話構成で、『シェンムー』と『シェンムーII』の内容で展開。監督は櫻井親良、エグゼクティブプロデューサーは鈴木裕。主要な声優はゲームと同じだが、若いファン層にアピールするために新しい声優が起用された。
制作配信元では、2022年2月から5月にかけて放送。日本国内では、2022年4月からWebアニメとして配信開始（制作の発表は前年2021年10月に行われた）。
同年5月から毎週火曜19:00-19:30に東京都のローカル独立テレビ放送局・TOKYO MXで、同年7月から毎週木曜23:30-0:00にBS局・BS日テレで放送開始（制作元および日本においてはWeb配信が先行するので、本項ではWebアニメとして扱う）。

### スタッフ
- 原案 - 鈴木裕（YS NET）[59][60]
- 原作 - セガ[59][60]
- 監督 - 櫻井親良[59][60]
- シリーズ構成・脚本 - 下山健人[60]
- キャラクター原案 - 雨鷹[60]
- キャラクターデザイン - 石川健介[60]
- 美術監督 - 村本奈津江[60]
- 美術設定 - 村本奈津江、金森たみ子、石田杏里、田村せいき、清水啓一朗、蜂谷祥平、松沢有紗、日高綾美、青木勝志、長澤康治、太田清美
- 色彩設計 - スタジオ・ロード、小島真喜子[60]
- 撮影監督 - 野口龍生
- 編集 - 小須田一樹
- CGIディレクター - 髙野怜大
- 音響監督 - えびなやすのり[60]
- 音楽 - 澁江夏奈[60]
- 音楽プロデューサー - 岩崎剛
- 音楽制作 - ウェーブマスター[60]
- チーフプロデューサー - 浄園祐
- アソシエイトプロデューサー - 川村洋一、岸田拓磨
- アニメーションプロデューサー - 田中奈都湖
- アニメーション制作 - テレコム・アニメーションフィルム[59][60]
- 製作 - Shenmue Project[60]（セガ、トムス・エンタテインメント）

### 主題歌
「UNDEAD-NOID」
伊東歌詞太郎によるオープニングテーマ。作詞・作曲も伊藤、編曲は吉田和人と砂守岳央。
「Sympathy」
鳴ル銅鑼によるエンディングテーマ。作詞・作曲は三輪和也、編曲は鳴ル銅鑼。

### 各話リスト
| 話数   | サブタイトル | 絵コンテ         | 演出                | 作画監督 | 総作画監督                   | 配信日        |
| ------ | ------------ | ---------------- | ------------------- | --- | ---------------------------- | ------------- |
| 第1話  | 霹靂         | 櫻井親良         | 櫻井親良            | 高田洋一 白井裕美子 浦中利浩 岡崎洋美 末永宏一 J-CUBE ANIMATION                                                      | 石川健介                     | 2022年 4月8日 |
| 第2話  | 彼誰         | 矢野雄一郎       | 小山田桂子          | 野口寛明 末永宏一 宍戸久美子                                                                                         | 堀越久美子                   | 4月15日       |
| 第3話  | 陰陽         | 富沢信雄         | 安川央里 富沢信雄   | 酒井KEI 門智昭 柳孝相 星月動画                                                                                       | 石川健介 高田洋一 末永宏一   | 4月22日       |
| 第4話  | 桎梏         | 黒川智之         | 黒川智之            | 白井裕美子 高田洋一 岡崎洋美 服部憲知                                                                                | 堀越久美子                   | 4月29日       |
| 第5話  | 匹儔         | 横堀久雄         | 小山田桂子          | 末永宏一 野口寛明 浦中利浩 宍戸久美子                                                                                | 石川健介 海塚敏              | 5月6日        |
| 第6話  | 凜乎         | 矢野雄一郎       | 若林厚史 小平麻紀   | 高田洋一 白井裕美子 岡崎洋美 服部憲知 J-CUBE ANIMATION                                                               | 堀越久美子                   | 5月13日       |
| 第7話  | 嚮後         | 菅井嘉浩         | 菅井嘉浩            | 徳倉栄一 明光 毛応星                                                                                                 | 石川健介 高田洋一            | 5月20日       |
| 第8話  | 冀求         | 黒川智之         | 黒川智之 小山田桂子 | 高瀬言 プロダクション・フォッシュ                                                                                    | 高田洋一 末永宏一 白井裕美子 | 5月27日       |
| 第9話  | 徴標         | 佐野隆史         | 小山田桂子 富沢信雄 | 末永宏一 野口寛明 宍戸久美子 浦中利浩 J-CUBE ANIMATION                                                               | 高田洋一                     | 6月3日        |
| 第10話 | 廻天         | 佐野隆史         | 小山田桂子 富沢信雄 | 浦中利浩 岡崎洋美 末永宏一 早乙女啓 CHOI YOONMI Kim Hyeon Jin Chang Bum Chul Lee Seok Yoon Park Hey Ran SPRING RIVER | 高田洋一                     | 6月10日       |
| 第11話 | 綢繆         | ユキヒロマツシタ | 安川央里            | 酒井KEI 大泉弥七 星月動画 木木欣動画 Revival                                                                         | 高田洋一 石川健介            | 6月17日       |
| 第12話 | 澪標         | 矢野雄一郎       | 矢野雄一郎          | 野口寛明 白井裕美子 大野勉 山村俊了 石井ゆみこ 周婧 黄鳳 佐藤綾子                                                    | 堀越久美子 石川健介          | 6月24日       |
| 第13話 | 莎木         | 櫻井親良         | 櫻井親良            | 末永宏一 野口寛明 宍戸久美子 CHOI YOONMI 吴晓伟 J-CUBE ANIMATION SPRING RIVER                                        | 白井裕美子 高田洋一 石川健介 | 7月1日        |